# Missing in action
Il termine missing in action (o anche MIA) viene usato dalle forze armate dei paesi di lingua inglese per indicare coloro che sono dispersi in azione.
L'elenco dei MIA statunitensi, redatto dalle amministrazioni presidenziali di Nixon, Carter, Reagan e Bush senior, vede 1655 dispersi in Vietnam, 522 in Laos, 83 in Cambogia e 6 sulle coste cinesi. Si pensa che la maggior parte di essi siano stati feriti nella giungla e poi morti dissanguati o fatti prigionieri, oppure abbattuti con i loro aerei sulle montagne.
A questi MIA si aggiungono altri 8100 soldati scomparsi durante la guerra di Corea del 1950-1953.
Dalla fine della guerra del Vietnam, sono arrivate al Pentagono oltre 13.000 testimonianze dirette o indirette di soldati missing in action. Queste segnalazioni vengono analizzate da squadre di esperti direttamente nei campi profughi del sud-est asiatico, soprattutto in Thailandia.
Il caso di un MIA che fece abbastanza scalpore fu quello del marine Robert Garwood che, dopo essere stato catturato nel 1965 nelle cosiddette Montagne di Marmo, vicino Danang in Vietnam, si iscrisse al Partito Comunista del Vietnam. Quando rientrò negli Stati Uniti d'America, nel 1979, Garwood fu poi arrestato, sollevando in patria un mare di polemiche.
Attorno al fenomeno dei MIA, è poi nato un triste e fiorente commercio di false segnalazioni e archivi costruiti ad hoc da parte di ex militari e rifugiati cambogiani, che saccheggiano i vecchi depositi di documenti e foto di prigionieri e si fanno poi pagare dagli americani. Inoltre è stata data notizia, in passato, di molti vietnamiti che hanno raccattato nei numerosi campi profughi cumuli di ossa umane che hanno poi venduto all'interno di cassette preconfezionate come resti di soldati statunitensi.
Fin dai tempi del Vietnam, per commemorare i militari dispersi o fatti prigionieri, si celebra nelle occasioni ufficiali la cerimonia del Missing man table.